# Lodejnopol'skij rajon
Il Lodejnopol'skij rajon (in russo Лодейнопольский район?) è un rajon dell'Oblast' di Leningrado, nella Russia europea occidentale; il capoluogo è la città di Lodejnoe Pole.